# エウリピデス

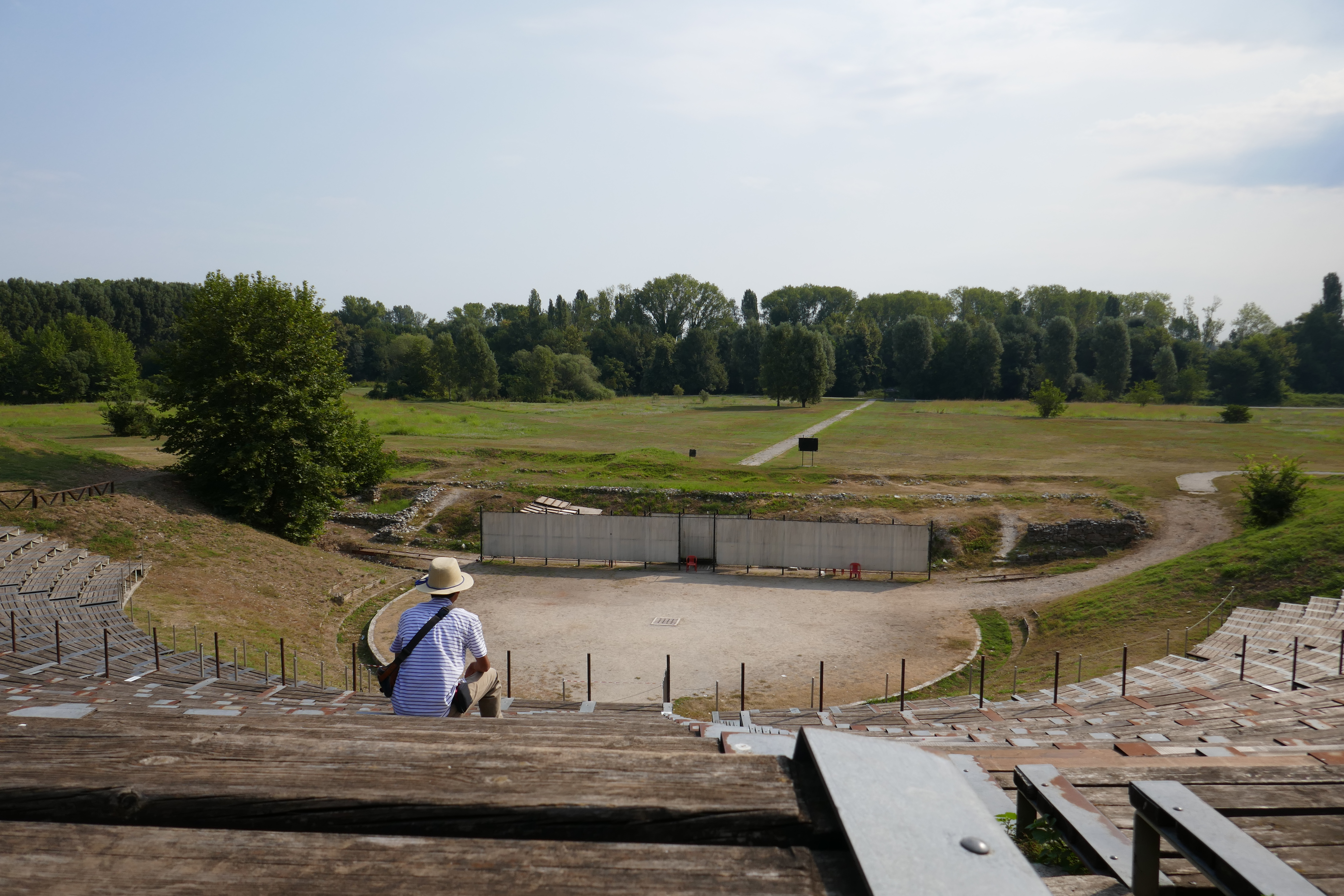
晩年のエウリピデスが「バッコスの信女」を上演したとされるディオン劇場

エウリピデス（古希: Εὐριπίδης、古代ギリシア語ラテン翻字: Eurīpídēs、 紀元前480年頃 - 紀元前406年頃）は、古代アテナイのギリシア悲劇における三大悲劇詩人の1人である。エウリーピデースと長母音で表記されることもある。現代にも大きな影響を及ぼしている。代表作は『メデイア』、『アンドロマケ』など。

## 生涯

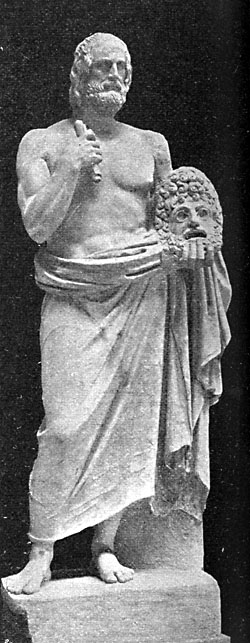
エウリピデス像。

アッティカのプリュア区（デーモス）に裕福な父親ムネサルコスと母親クレイトの間に生まれる。両親に関して、アリストパネスを始めとする喜劇作家たちからは貧しい商人や野菜売りであると言われているが、ビザンツ時代には既に研究者によって否定されている。エウリピデスが当時としては稀な蔵書家であり、哲学者アナクサゴラスによる高度な教育を受けていることも、中傷を否定する根拠の一つになる。
紀元前455年に『ペリアスの娘たち』などからなる四部作でディオニュシア祭に最初の出場を果たしたが、それから初の優勝を得るまで14年もかかっている。50年間に及ぶ芸歴の中で92の作品を書き22回の上演をしたとスーダ辞典に伝えられているが、優勝は生前に4回、死後に1回、合わせて5回だけであった。しかし、それをもってエウリピデスが同時代人からの評価を受けていなかったとは言えない。むしろ、『蛙』に表れているように、賞等を決める保守的な層に嫌われたことが大きな原因であると言うべきだろう。
紀元前408年に『オレステス』を上演した後、マケドニア王アルケラオス1世に招かれてその宮廷へ赴いた。マケドニアの最重要神域であるディオンの劇場で、「バッコスの信女」や「アルケラオス」を上演した。紀元前406年のディオニュシア祭の直前、マケドニアからエウリピデスの訃報が届くと、彼の長年の好敵手であったソポクレスは上演前の挨拶で弔意を示した。
性格は厳しく非社交的、哲学的な新思想の持ち主で「舞台の哲人」と呼ばれ、当時の市民としては珍しく公職に就かず軍務にも服したことがなかった。結婚生活にも問題があった。二人の妻を持ったが、二人ともが不貞を働き、古代においてはそれによって女嫌いになったと言われた。

## 作風
同時代のソポクレスと対照的に、革新的で新思考的であった。様式面では既に縮小傾向にあった合唱隊の役割をさらに小さくしたこと、それに伴って俳優が短い文章によって応酬する場面を多く用いたこと、そして「機械仕掛けの神」を多用したことが特徴である。「機械仕掛けの神」は、これに類するものを含めると現存する19篇のうち11篇で用いられている。しかし、しばしば批判されるように、物語の収拾がつかなくなってこの仕掛けに頼ったのではないことは、各作品を見れば明らかである。観客がそれを待ち望んでいたためだけにそれを出現させることもあったという。
内容面では、作品の主題を神話から取りながらも、その行動においてはもはや神々や英雄というより市井の人間のような人物を描き、細やかな心理描写を得意とした。これは後の新喜劇につながる特徴でもある。エウリピデスの女性の描写は有名で、『アルケスティス』で貞淑の鑑を書いたかと思えば『ヒッポリュトス』ではパイドラが淫乱に過ぎると非難され、『メディア』においては激烈な怒りに動かされる女性と、様々な性質を深く考察して書いている。一方で筋書きについては、時には明らかな破綻をも露呈するほどの冒険をしており、ここには新たな可能性の追求を妥協をし得ない学究的な性格が表れている。
様々な革新を行ったエウリピデスであるが、同時に愛国的な作品も多い。『ヘラクレスの子供たち』や『救いを求める女たち』では直接にアテナイが舞台とされているし、『ヘラクレス』や『メディア』においてもアテナイの英雄が作中において救済者的な役割を果たしている。

## 現存する作品
悲劇18篇とサテュロス劇1篇が現存するほか、多数の断片が存在する。三大詩人の他に比べて現存する作品が多いのはひとつには古代に「悲劇傑作」として選定されたのが10作品と他の2人（各7作品）より多いのと、題名のアルファベット順に並べられた「全集」のうち、Η・Ιの部分が幸いに散逸を免れたためである。
- アルケスティス
- メデイア
- ヘラクレスの子供たち
- ヒッポリュトス
- アンドロマケ
- ヘカベ
- 救いを求める女たち
- ヘラクレス
- イオン
- トロイアの女
- エレクトラ
- タウリケのイピゲネイア
- ヘレネ
- フェニキアの女たち
- オレステス
- バッコスの信女
- アウリスのイピゲネイア
- レソス
- キュクロプス（サテュロス劇）

## 日本語訳
- 『ギリシア悲劇全集』 岩波書店、1990-92年、復刊2007-08年。編集委員：久保正彰・松平千秋・岡道男
  - 『第5巻 エウリーピデース1』 ISBN 400091605X。中務哲郎・逸身喜一郎ほか訳
  - 『第6巻 エウリーピデース2』 ISBN 4000916068
  - 『第7巻 エウリーピデース3』 ISBN 4000916076
  - 『第8巻 エウリーピデース4』 ISBN 4000916084
  - 『第9巻 エウリーピデース5』 ISBN 4000916092
  - 『第12巻 エウリーピデース断片』 ISBN 4000916122
- 『エウリピデス　悲劇全集』全5巻、丹下和彦訳、京都大学学術出版会〈西洋古典叢書〉、2012-2016年
- 『ギリシア悲劇 III・IV エウリピデス』 ちくま文庫、初版1986年 ISBN 4480020136、ISBN 4480020144
  - 元版『世界古典文学全集（9） エウリピデス』 筑摩書房、初版1965年、復刊2005年。田中美知太郎・柳沼重剛ほか訳
- 『ギリシア悲劇全集 第3・4巻 エウリピデス』 人文書院、初版1960年。呉茂一・高津春繁ほか訳
- 『古典劇大系 第二卷・希臘篇（2）』 村松正俊訳、近代社、1925年
- 『世界戯曲全集 第一卷・希臘篇』 同上、近代社、1927年
- 『希臘悲壯劇  エウリーピデース篇（上）』 田中秀央・内山敬二郎 共訳、世界文学社、1949年
- 『ギリシャ悲劇全集 III・IV　エウリーピデース編』 内山敬二郎訳、鼎出版会、1977-78年、改訳